# Aeroporto Internacional Arturo Merino Benítez
O Aeroporto Internacional Arturo Merino Benítez, (código IATA: SCL, código OACI: SCEL), também conhecido como Aeroporto de Pudahuel e Aeroporto Internacional de Santiago, é o principal aeroporto do Chile. Localiza-se em Pudahuel, comuna a noroeste do centro da região metropolitana de Santiago, ou mais precisamente: 33° 23′ 34″ S, 70° 47′ 08″ O. É um aeroporto civil (comercial, passageiros, carga) e militar, oferece dois terminais, duas pistas.
Segundo dados fornecidos pela administração do aeroporto, durante o ano 2008 ele foi utilizado por 9.017.718  passageiros, dos quais 4.886.921  foram de voos internacionais e 4.130.797 passageiros em voos nacionais. Este recito aeroportuário é um dos mais modernos e eficientes da América Latina, convertendo-se em um importante centro de conexões de voos entre  América do Sul e  Oceania, América do Norte e Europa. Sua categoria OACI é 4F. No ano de 2007 este terminal aéreo foi condecorado como o melhor da América Latina pela ALTA (Associação Latino-americana de Transporte Aéreo) e em dois anos consecutivos 2006-2007 como o melhor aeroporto da América Latina.

## História
O aeroporto foi construído entre 1961 e 1967, originalmente chamado de Aeroporto Internacional Pudahuel para substituir o pequeno Aeroporto Los Cerrillos. O nome do aeroporto foi modificado em  1980 em homenagem ao fundador e primeiro comandante-em-chefe da Força Aérea Chilena: Arturo Merino Benítez.

Em 1994 foi inaugurado o novo terminal internacional considerado um dos mais modernos da América do Sul. O antigo terminal original passou então a operar somente os voos nacionais, até 2001, quando um novo terminal nacional foi inaugurado ao lado do terminal internacional.

A segunda pista foi inaugurada em 2005.

Atualmente um grupo de deputados defende a mudança do nome para Aeroporto Internacional Pablo Neruda, em homenagem ao poeta chileno ganhador do Prêmio Nobel de literatura.

Desde 1998, e por quinze anos (renováveis), a exploração e administração do aeroporto SCL está a cargo da empresa privada SCL Aeropuerto de Santiago. Os serviços de controle aéreo estão a cargo da Dirección General de Aeronáutica Civil.

## Aviação Civil

### Serviços
Aluguel de Carros, Duty Free, mais de setenta lojas (souvenirs, joias, artesanato chileno, música, acessórios, marcas internacionais, mais de vinte cafés e restaurantes distribuídos em áreas públicas e em salas de embarque, salas VIP para passageiros (LAN Airlines com o Neruda Lounge e o Mistral Lounge, American Airlines (Admirals Club), e os Skyteam Aliança), agências de viagem, bancos e câmbio, farmácias, posto telefônico e de Internet, clínica médica e odontológica, parque infantil, agências de seguros, carga, transportes (veja abaixo) , hotel (veja abaixo), dois estacionamentos (longa e curta estadia) para 4000 veículos. Mapas do aeroporto mostrando a localização destes serviços podem ser encontrados aqui.

O site oficial do aeroporto ainda oferece sistema de busca de partidas e chegadas de voos nacionais e internacionais.

#### Terminais

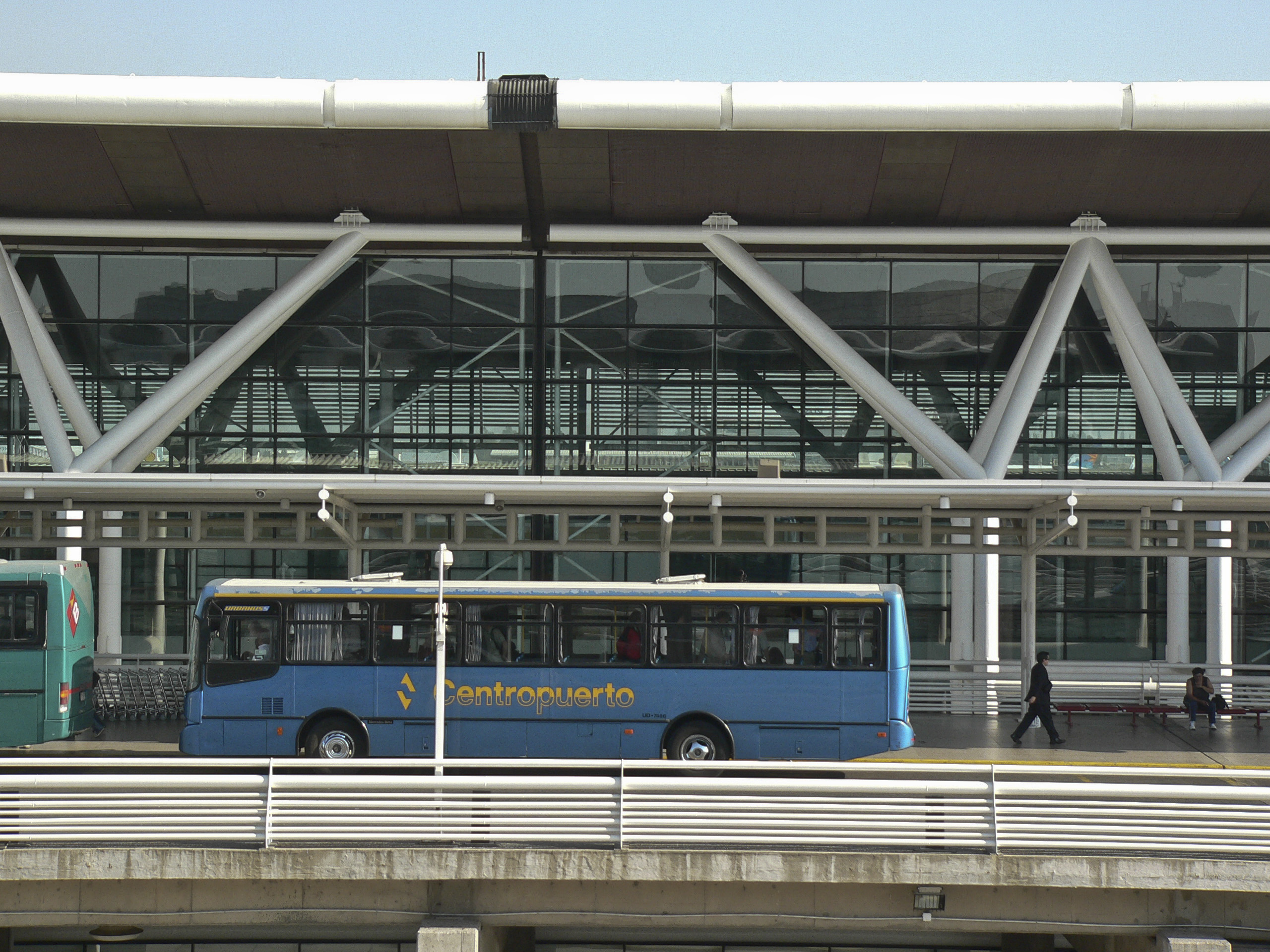
Ônibus liga o centro de Santiago ao SCL, fazendo paradas em várias estações de metrô e nos terminais do aeroporto.

Oferece um terminal internacional (com dez portões de embarque, numerados 10-20) e um terminal doméstico (com sete portões de embarque, numerados 21-27).

#### Transporte
Empresas particulares credenciadas pelo aeroporto prestam serviços de transporte de/para Santiago (certas estações de metrô) em taxis, ônibus e vans.

#### Hotel
A Rede Hoteleira Holiday Inn inaugurou em julho de 2007 um hotel contíguo ao aeroporto conectado aos dois terminais (nacional e internacional). O hotel dispõe de 112 quartos distribuídos em cinco andares e estacionamento privativo. Possui restaurante, bar, serviço de quarto, sete salas de reunião com capacidade para 170 pessoas, centro físico, piscina coberta, duas saunas individuais e conexão de internet 'wi-fi' em toda a instalação.

### Pista
A construção da pista 17R/35L começou em 2004 e foi aberta ao tráfego em setembro de 2005. No entanto, alguns meses depois, defeitos foram descobertos e foram necessários reparos, concluídos em janeiro de 2006. Infelizmente estudos comprovaram que os reparos feitos anteriormente não tinham sido suficientes. As pistas foram novamente reformadas e reabertas em março de 2007. A pista original 17L/35R só precisou de 1  reparo, em 2005.

### Acidentes
Não há recentes relatos de catástrofes ocorridas no local. No entanto, em 1972 um voo fretado por uma equipe de rugby uruguaia caiu na Cordilheira dos Andes, tendo como destino o aeroporto. Este episódio foi tema de muitos livros e filmes. Além disso em 2 de outubro de 1996, o voo 603, operado por um Boeing 757 da AeroPeru caiu no Oceano Pacífico antes da sua chegada a partir do Aeroporto Internacional Jorge Chávez em Lima, Peru, matando todos a bordo.

### Terminal Internacional

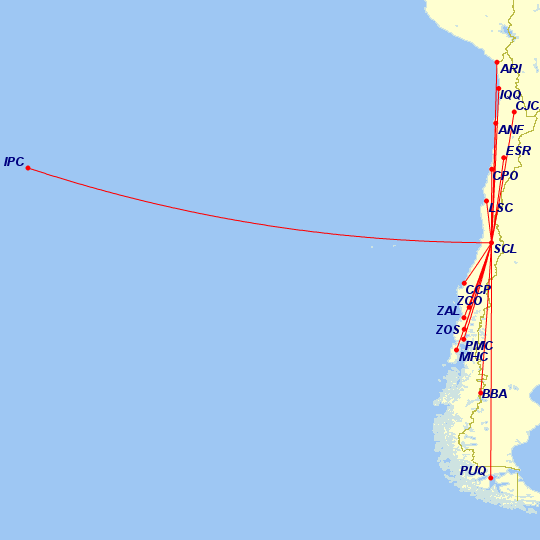
Voos domésticos sem escalas de Santiago (julho de 2015)

Voos internacionais sem escalas de Santiago (julho de 2015)

Ver também: SCL Aeropuerto de Santiago
| Panamá                  |                                                           |                                            |
| Cidade do Panamá        | Aeroporto Internacional Tocumen                           | Copa Airlines                              |
| República Dominicana    |                                                           |                                            |
| Punta Cana              | Aeroporto Internacional de Punta Cana                     | LATAM Chile                                |
| América do Norte        |                                                           |                                            |
| Canadá                  |                                                           |                                            |
| Toronto                 | Aeroporto Internacional Pearson                           | Air Canada                                 |
| Estados Unidos          |                                                           |                                            |
| Atlanta                 | Aeroporto Internacional Hartsfield-Jackson                | Delta Air Lines                            |
| Dallas                  | Aeroporto Internacional de Dallas/Fort Worth              | American Airlines                          |
| Houston                 | Aeroporto Internacional George Bush                       | United Airlines                            |
| Los Angeles             | Aeroporto Internacional de Los Angeles                    | LATAM Chile                                |
| Miami                   | Aeroporto Internacional de Miami                          | American Airlines                          |
| Miami                   | Aeroporto Internacional de Miami                          | LATAM Chile                                |
| New York                | Aeroporto Internacional John F. Kennedy                   | LATAM Chile                                |
| Orlando                 | Aeroporto Internacional de Orlando                        | LATAM Perú (vía LIM)                       |
| México                  |                                                           |                                            |
| Cancún                  | Aeroporto Internacional de Cancún                         | LATAM Chile                                |
| Cidade do México        | Aeroporto Internacional da Cidade do México               | Aeroméxico                                 |
| Cidade do México        | Aeroporto Internacional da Cidade do México               | LATAM Chile                                |
| América do Sul          |                                                           |                                            |
| Argentina               |                                                           |                                            |
| Buenos Aires            | Aeroporto Internacional Ezeiza                            | Air Canada (Escala encerra dia 01/05/18)   |
| Buenos Aires            | Aeroporto Internacional Ezeiza                            | KLM                                        |
| Buenos Aires            | Aeroporto Internacional Ezeiza                            | Aerolíneas Argentinas                      |
| Buenos Aires            | Aeroporto Internacional Ezeiza                            | Austral                                    |
| Buenos Aires            | Aeroporto Internacional Ezeiza                            | LATAM Argentina                            |
| Buenos Aires            | Aeroporto Internacional Ezeiza                            | LATAM Chile                                |
| Buenos Aires            | Aeroporto Internacional Ezeiza                            | Sky Airline                                |
| Buenos Aires            | Aeroparque Jorge Newbery                                  | Austral                                    |
| Buenos Aires            | Aeroparque Jorge Newbery                                  | LATAM Chile                                |
| Córdoba                 | Aeroporto Internacional Ingeniero Ambrosio L.V. Taravella | Aerolíneas Argentinas (Em breve)           |
| Córdoba                 | Aeroporto Internacional Ingeniero Ambrosio L.V. Taravella | LATAM Chile                                |
| Córdoba                 | Aeroporto Internacional Ingeniero Ambrosio L.V. Taravella | Sky Airline                                |
| Mendoza                 | Aeroporto Internacional Gobernador Francisco Gabrielli    | LATAM Chile                                |
| Rosário                 | Aeroporto Internacional Rosario Islas Malvinas            | LATAM Chile                                |
| Bolívia                 |                                                           |                                            |
| La Paz                  | Aeroporto Internacional El Alto                           | LATAM Chile (via IQQ)                      |
| Santa Cruz de la Sierra | Aeroporto Internacional Viru Viru                         | LATAM Chile (via IQQ)                      |
| Brasil                  |                                                           |                                            |
| Rio de Janeiro          | Aeroporto Internacional do Galeão                         | Gol Linhas Aéreas                          |
| Rio de Janeiro          | Aeroporto Internacional do Galeão                         | LATAM Brasil                               |
| Rio de Janeiro          | Aeroporto Internacional do Galeão                         | LATAM Chile                                |
| Rio de Janeiro          | Aeroporto Internacional do Galeão                         | Sky Airline                                |
| São Paulo               | Aeroporto Internacional de Guarulhos                      | JetSmart (a partir de 20 de março de 2020) |
| São Paulo               | Aeroporto Internacional de Guarulhos                      | Gol Linhas Aéreas                          |
| São Paulo               | Aeroporto Internacional de Guarulhos                      | LATAM Brasil                               |
| São Paulo               | Aeroporto Internacional de Guarulhos                      | LATAM Chile                                |
| São Paulo               | Aeroporto Internacional de Guarulhos                      | Sky Airline                                |
| Porto Alegre            | Aeroporto Internacional de Porto Alegre                   | LATAM Chile                                |
| Recife                  | Aeroporto Internacional do Recife                         | Gol Linhas Aéreas                          |
| Salvador                | Aeroporto Internacional de Salvador                       | JetSmart                                   |
| Salvador                | Aeroporto Internacional de Salvador                       | Sky Airline                                |
| Florianópolis           | Aeroporto Internacional de Florianópolis                  | LATAM Chile                                |
| Florianópolis           | Aeroporto Internacional de Florianópolis                  | Sky Airline                                |
| Curitiba                | Aeroporto Internacional Afonso Pena                       | LATAM Chile                                |
| Foz do Iguaçu           | Aeroporto Internacional de Foz do Iguaçu                  | JetSmart                                   |
| Colômbia                |                                                           |                                            |
| Bogotá                  | Aeroporto Internacional El Dorado                         | Avianca                                    |
| Bogotá                  | Aeroporto Internacional El Dorado                         | LATAM Chile                                |
| Equador                 |                                                           |                                            |
| Guayaquil               | Aeroporto Internacional José Joaquín de Olmedo            | LATAM Ecuador                              |
| Paraguai                |                                                           |                                            |
| Assunção                | Aeroporto Internacional Guarani                           | LATAM Paraguai                             |
| Peru                    |                                                           |                                            |
| Lima                    | Aeroporto Internacional Jorge Chavez                      | Avianca Peru                               |
| Lima                    | Aeroporto Internacional Jorge Chavez                      | JetSmart                                   |
| Lima                    | Aeroporto Internacional Jorge Chavez                      | LATAM Perú                                 |
| Lima                    | Aeroporto Internacional Jorge Chavez                      | LATAM Chile                                |
| Lima                    | Aeroporto Internacional Jorge Chavez                      | Sky Airline                                |
| Uruguai                 |                                                           |                                            |
| Montevidéu              | Aeroporto Internacional Carrasco                          | LATAM Chile                                |
| Montevidéu              | Aeroporto Internacional Carrasco                          | Sky Airline                                |
| Ásia                    |                                                           |                                            |
| Catar                   |                                                           |                                            |
| Doha                    | Aeroporto Internacional Hamad                             | Qatar Airways (Em estudos)                 |
| Israel                  |                                                           |                                            |
| Tel Aviv                | Aeroporto Internacional Ben Gurion                        | LATAM Chile (via GRU)                      |
| Europa                  |                                                           |                                            |
| Alemanha                |                                                           |                                            |
| Frankfurt               | Aeroporto Internacional de Frankfurt                      | LATAM Chile (via MAD)                      |
| Espanha                 |                                                           |                                            |
| Madrid                  | Aeroporto Internacional Barajas                           | Iberia                                     |
| Madrid                  | Aeroporto Internacional Barajas                           | Plus Ultra Líneas Aéreas                   |
| Madrid                  | Aeroporto Internacional Barajas                           | LATAM Chile                                |
| França                  |                                                           |                                            |
| Paris                   | Aeroporto Internacional Charles de Gaulle                 | Air France                                 |
| Itália                  |                                                           |                                            |
| Roma                    | Aeroporto Internacional de Roma                           | Alitália                                   |
| Países Baixos           |                                                           |                                            |
| Amsterdam               | Aeroporto Internacional Schiphol                          | KLM (via EZE)                              |
| Reino Unido             |                                                           |                                            |
| Londres                 | Aeroporto Internacional Heathrow                          | British Airways                            |
| Oceania                 |                                                           |                                            |
| Austrália               |                                                           |                                            |
| Sydney                  | Aeroporto Internacional Kingsford Smith                   | Qantas                                     |
| Sydney                  | Aeroporto Internacional Kingsford Smith                   | LATAM Chile (vía AKL)                      |
| Melbourne               | Aeroporto Internacional de Melbourne                      | LATAM Chile                                |
| Nova Zelândia           |                                                           |                                            |
| Auckland                | Aeropuerto Internacional de Auckland                      | LATAM Chile                                |
| Polinésia Francesa      |                                                           |                                            |
| Papeete                 | Aeroporto Internacional de Faa'a                          | LATAM Chile (vía IPC)                      |

### Terminal Doméstico

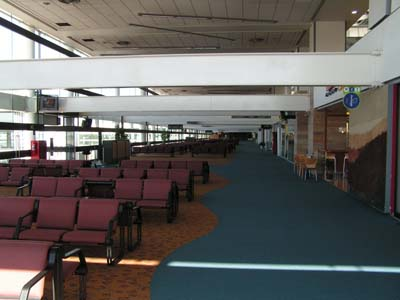
Sala de embarque do terminal doméstico do SCL

Ver também: SLC Aeropuerto de Santiago
| Companhias          | Destinos |
| ------------------- | --- |
| Aerolínea Principal | Antofagasta, Calama, Iquique |
| LAN Airlines        | Antofagasta, Arica, Balmaceda, Calama, Concepción, Copiapó, El Salvador, Isla de Pascua , Iquique, La Serena , Osorno, Pucón (Sazonal), Puerto Montt, Punta Arenas, Temuco, Valdivia |
| Sky Airline         | Antofagasta, Arica, Balmaceda, Calama, Concepción, Copiapó, El Salvador, Iquique, Osorno, Pucón (Sazonal), Puerto Montt, Puerto Natales (Sazonal), Punta Arenas, Temuco, Valdivia    |

### Companhias Aéreas que deixaram de  operar em Santiago
- Aero Continente (Lima)
- Aeroflot (Moscou, Havana)
- Aerolineas del Sur (Antofagasta, Iquique, Punta Arenas, Temuco)
- Aeroperu (Lima)
- Air Europa (Madri)
- Air Madrid (Madri, Santa Cruz Tenefre)
- AVANT (Arica, Iquique, Puerto Montt)
- Braniff Airways (Dallas / Fort Worth, Miami)
- Canadian Airlines (Toronto-Pearson)
- Continental Airlines (Newark)
- Cubana de Aviacion (Havana)
- Eastern Airlines (Miami)
- Ecuatoriana de Aviacion (Guayaquil, Quito)
- Ladeco (Arica, Bogotá, Buenos Aires-Ezeiza, Cidade da Guatemala, Guayaquil, Iquique, Cidade do México, Miami, São Paulo-Guarulhos, São José (CR), Washington-Baltimore; Montreal, Punta Cana, Calama, El Salvador (CHI), Rio de Janeiro-Galeão, New York-JFK)
- Lineas Aereas Paraguayas (Assunção)
- Lloyd Aéreo Boliviano (La Paz, Santa Cruz de la Sierra)
- Mexicana (Cidade do México)
- Pan Am (Los Angeles, Miami)
- Panagra (Miami)
- SAS (Buenos Aires-Ezeiza, Copenhague)
- Saeta (Guayaquil, Quito)
- Swissair (Buenos Aires-Ezeiza, São Paulo-Guarulhos, Zurique)
- TAME (Guayaquil, Quito)
- VIASA (Caracas)

## Estatísticas

### Maiores destinos internacionais - 2016
| Rank | Cidade                   | Passageiros | Companhias operantes                                      |
| ---- | ------------------------ | ----------- | --------------------------------------------------------- |
| 1    | Buenos Aires, Argentina  | 1.723.918   | Aerolíneas Argentinas, Air Canada,LATAM, Sky Airline, KLM |
| 2    | Lima, Perú               | 1.273.013   | Avianca, LATAM, Korean Air, Sky Airline, TACA Perú        |
| 3    | São Paulo, Brasil        | 1.036.150   | LATAM, Sky Airline, Gol Linhas Aéreas                     |
| 4    | Miami, EUA               | 753.820     | American Airlines, LATAM                                  |
| 5    | Madrid, Espanha          | 716.254     | Iberia, LATAM                                             |
| 6    | Bogotá, Colombia         | 529.229     | Avianca, LATAM                                            |
| 7    | Cidade do Panamá, Panamá | 455.135     | Copa Airlines                                             |
| 8    | Cidade do México, México | 403.472     | Aeroméxico, LATAM                                         |
| 9    | Nova York, EUA           | 378.390     | American Airlines, LATAM                                  |
| 10   | Paris, França            | 375.741     | Air France                                                |
| 11   | Rio de Janeiro, Brasil   | 355.832     | Gol Linhas Aéreas, LATAM                                  |
| 12   | Montevidéu, Uruguai      | 328.203     | LATAM, Sky Airline                                        |
| 13   | Sydney, Austrália        | 302.467     | LATAM, Qantas                                             |
| 14   | Frankfurt, Alemanha      | 295.391     | LATAM, Lufthansa                                          |
| 15   | Toronto, Canadá          | 288.075     | Air Canada, LATAM                                         |

### Maiores destinos internacionais - 2015
| Rank | Cidade                   | Passageiros | Companhias operantes                                      |
| ---- | ------------------------ | ----------- | --------------------------------------------------------- |
| 1    | Buenos Aires, Argentina  | 1.677.549   | Aerolíneas Argentinas, Air Canada,LATAM, Sky Airline, KLM |
| 2    | São Paulo, Brasil        | 1.186.444   | LATAM, Sky Airline, Gol Linhas Aéreas                     |
| 3    | Lima, Perú               | 1.108.346   | Avianca, LATAM, Korean Air, Sky Airline, TACA Perú        |
| 4    | Miami, EUA               | 671.892     | American Airlines, LATAM                                  |
| 5    | Madrid, Espanha          | 631.728     | Iberia, LATAM                                             |
| 6    | Bogotá, Colombia         | 475.786     | Avianca, LATAM                                            |
| 7    | Cidade do Panamá, Panamá | 411,198     | Copa Airlines                                             |
| 8    | Cidade do México, México | 386.391     | Aeroméxico, LATAM                                         |
| 9    | Paris, França            | 359.920     | Air France                                                |
| 10   | Nova York, EUA           | 342.659     | American Airlines, LATAM                                  |
| 11   | Montevidéu, Uruguai      | 316.902     | LATAM, Sky Airline                                        |
| 12   | Rio de Janeiro, Brasil   | 300.572     | Gol Linhas Aéreas, LATAM                                  |
| 13   | Sydney, Austrália        | 287.326     | LATAM, Qantas                                             |
| 14   | Frankfurt, Alemanha      | 280.502     | LATAM, Lufthansa                                          |
| 15   | Los Angeles, EUA         | 273.947     | American Airlines, LATAM                                  |

## Voos para o Brasil
Para o Aeroporto Internacional de São Paulo, a companhia aérea Chilena sky Airline opera voos diários operados pelo modelo Airbus A320.
A companhia aérea Latam Airlines Group possui diversos voos diários, operados pelo , Airbus A320, Airbus A319 , Boeing 787-8 Boing 787-9 e Boeing 777 (alguns vôos são estendidos para Tel Aviv). E a companhia aérea Gol Linhas Aéreas opera dois voos diários com seu Boeing 737-800, além de que a JetSmart, utilizando o A320, inicia suas operações no aeroporto em 20 de Março de 2020.
Para o Aeroporto Internacional do Rio de Janeiro, a companhia aérea Chilena sky Airline opera voos diários operados pelo modelo Airbus A320 . A companhia aérea Latam Airlines Group opera diversos voos semanais com o Airbus A320, e eventualmente com o Boeing 767-300ER. A Gol opera alguns voos semanais com o Boeing 737-800.
Para o Aeroporto Internacional de Florianópolis a companhia aérea Chilena Sky Airline opera voos sazonais diários operados pelo modelo Airbus A320. E a  companhia aérea Latam Airlines Group opera voos semanais com o Airbus A320.
Para o Aeroporto Internacional de Porto Alegre a companhia aérea Latam Airlines Group opera voos semanais com o Airbus A320.
Para o Aeroporto Internacional do Recife, a Gol Linhas Aéreas realiza vôos diários com seus Boeing 737.
Para o Aeroporto Internacional de Salvador, a JetSmart realiza 2 vôos por semana (3 em altas temporadas), e a Sky Airline faz vôos sazonais diários, ambas com o Airbus A320.
Para o Aeroporto Internacional de Curitiba, o LATAM Airlines Group, opera vôos semanais com o Airbus A320.
Para o Aeroporto Internacional de Foz do Iguaçu, a JetSmart faz vôos 2 vezes por semana, com o Airbus A320.

### Projetos
Existe atualmente um projeto de expansão em curso no âmbito do atual terminal para acrescentar  novas cabines de imigração e esteiras de  bagagem, além de lojas nos terminais de embarque.

## Aviação Militar
O Grupo de Aviação No. 10 (pertencente à II Brigada Aérea da Força Aérea do Chile, FACH) está baseado neste aeroporto e sua principal tarefa é o transporte aéreo estratégico da FACH.